# Fortuna (książka)
Fortuna – zbiór żartobliwych wróżb, opracowany przez Stanisława Klerykę, wydany w 1531.
Zbiór składa się czterowersowych wróżb, pisanych ośmiozgłoskowcem sylabicznym (z licznymi odstępstwami). Wróżby związane są z rzutami kośćmi i dobrane zostały do różnych okoliczności życiowych, jak wybór zawodu, małżonka, służby. Zbiory wróżb były popularne w średniowieczu, w XVI w. wydawano je także drukiem. Fortuna nawiązuje do tej tradycji, stanowi jednak żartobliwą trawestację ksiąg wróżebnych. Wróżby są tu pretekstem do satyrycznego przedstawienia różnych środowisk i stanów. Autorstwo Fortuny nie jest jasne. Być może Kleryka nie był wyłącznym autorem zamieszczonych tekstów i wykorzystał istniejące wcześniej utwory, przeredagowując je. Książka Kleryki jest najstarszym znanym polskim przekazem wierszy wróżebnych.